# Duodecyma
Duodecyma – interwał złożony zawarty między dwunastoma kolejnymi stopniami skali muzycznej. W szeregu zasadniczym naturalnie występuje duodecyma czysta. Zastosowanie znaków chromatycznych pozwala zmienić jej rozmiar.

## Rodzaje
| Nazwa                                                  | Opis | Przykład         |
| ------------------------------------------------------ | --- | ---------------- |
| Duodecyma czysta Posłuchaj: melodycznieⓘ harmonicznieⓘ | Duodecyma o rozmiarze dziewiętnastu półtonów. Występuje naturalnie w szeregu zasadniczym (c-g¹, d-a¹, e-h¹, f-c², g-d², a-e²). Jest konsonansem doskonałym. W przewrocie otrzymuje się kwartę czystą. Oznaczenie: 12. | Duodecyma czysta |

### Interwały pochodne
| 1 12>>>>      |
| ------------- |
| 2 15 półtonów |
| 3 4<<<<       |
| 4 10>         |
| 5 Cisis-geses |

| 1 12>>>       |
| ------------- |
| 2 16 półtonów |
| 3 4<<<        |
| 4 10          |
| 5 Cisis-ges   |

| 1 12>>        |
| ------------- |
| 2 17 półtonów |
| 3 4<<         |
| 4 11          |
| 5 Cisis-g     |

| 1 12>         |
| ------------- |
| 2 18 półtonów |
| 3 4<          |
| 4 [D] ?       |
| 5 Cis-g       |

| 1 12<         |
| ------------- |
| 2 20 półtonów |
| 3 4>          |
| 4 13>         |
| 5 Ces-g       |

| 1 12<<        |
| ------------- |
| 2 21 półtonów |
| 3 4>>         |
| 4 13          |
| 5 Ceses-g     |

| 1 12<<<       |
| ------------- |
| 2 22 półtonów |
| 3 4>>>        |
| 4 14          |
| 5 Ceses-gis   |

| 1 12<<<<      |
| ------------- |
| 2 23 półtonów |
| 3 4>>>>       |
| 4 14<         |
| 5 Ceses-gisis |

Objaśnienia do tabeli:

[1] – oznaczenie interwału

[2] – rozmiar interwału podany w półtonach

[3] – przewrót interwału

[4] – najprostszy interwał o takim samym brzmieniu

[5] – przykład

[D] – interwał, który należy określić jako oktawa i tryton

[E] – kwartdecymę małą i wielką oznacza się podobnie jak septymę, czyli odpowiednie: 14 oraz 14<